# Freaks (film 2018)
Freaks è un film del 2018 scritto e diretto da Zach Lipovsky e Adam B. Stein.

## Trama
Chloe è una bambina di sette anni che vive rinchiusa in una casa fatiscente con il padre, Henry, un individuo paranoico che le impedisce di uscire e di vedere il mondo esterno, che l'uomo descrive alla bambina come pericolosissimo, potenzialmente letale "per quelli come loro". Mentre l'uomo esce solo per procurare del cibo o altri beni di prima necessità per sé e sua figlia non può evitare che la bambina guardi dalla finestra: ogni giorno Chloe vede gli altri bambini che giocano e un furgoncino dei gelati, guidato da un vecchio signore gentile. Chloe spesso è colpita da allucinazioni: vede nello sgabuzzino il fantasma della madre Mary, misteriosamente sparita anni prima, e ogni tanto la figlia dei vicini di fronte. Un giorno il padre di Chloe ritorna a casa ferito, e dopo un po' perde i sensi; la bambina ne approfitta per uscire a sua insaputa, conoscendo il gelataio, che in realtà è suo nonno: l'uomo le spiega che la stava cercando da molto tempo e che sua madre è ancora viva, ed è tenuta prigioniera alla "Montagna", un'area segreta di massima sicurezza dove il governo conduce esperimenti su di lei. Il nonno di Chloe le spiega anche che le sue allucinazioni in realtà non sono tali, ma visioni del presente che derivano dai suoi poteri: loro sono quelli che la gente definisce "anormali" (freaks), ossia esseri umani che hanno subito una mutazione genetica e che, per questo motivo, sono dotati di poteri extrasensoriali unici e diversi tra loro. Ormai da molto tempo il governo li perseguita, dando loro la caccia; per questo motivo il padre di Chloe tentava di proteggerla tenendola rinchiusa. Il nonno della bambina, invece, vorrebbe che quest'ultima usasse i suoi poteri per liberare la propria madre.

## Promozione
Il primo trailer del film viene diffuso il 22 maggio 2019.

## Distribuzione
La pellicola è stata presentata al Toronto International Film Festival l'8 settembre 2018 e successivamente proiettata ad altri festival, tra i quali Sitges - Festival internazionale del cinema fantastico della Catalogna, Vancouver International Film Festival e Trieste Science+Fiction Festival.
Il film è stato distribuito nelle sale cinematografiche statunitensi a partire dal 23 agosto 2019.

## Accoglienza

### Critica
Sull'aggregatore Rotten Tomatoes il film riceve l'87% delle recensioni professionali positive, con un voto medio di 6,9 su 10 basato su 30 critiche, mentre su Metacritic ottiene un punteggio di 63 su 100, basato su 8 critiche.
Il Toronto International Film Festival inserisce il film nella top ten dei migliori film canadesi del 2018.

### Incassi
Il film ha incassato circa 350.000 dollari al botteghino.

## Riconoscimenti
- 2018 - Paris International Fantastic Film Festival
  - Miglior film
- 2018 - Toronto International Film Festival
  - Candidatura per il miglior film canadese
  - Premio del pubblico
- 2018 - Trieste Science+Fiction Festival[7]
  - Asteroide Award per il miglior film internazionale di fantascienza
  - Premio per originalità e innovazione
- 2018 - Utopiales - The Nantes International Science Fiction Film Festival[8]
  - Premio del pubblico
- 2018 - Vancouver International Film Festival[9]
  - Miglior regista emergente a Zach Lipovsky e Adam B. Stein
- 2019 - Festival internazionale del cinema fantastico di Bruxelles
  - Premio della giuria
- 2019 - Canadian Cinema Editors Awards
  - Candidatura per il miglior montaggio in un film a Sabrina Pitre
- 2019 - Cleveland International Film Festival
  - Candidatura per il miglior regista esordiente a Zach Lipovsky e Adam B. Stein
- 2019 - Horrorant Film Festival 'Fright Nights'
  - Miglior attore a Bruce Dern
- 2019 - Leo Awards
  - Candidatura per il miglior film
  - Candidatura per la miglior regia in un film a Zach Lipovsky e Adam B. Stein
  - Candidatura per la miglior fotografia in un film a Stirling Bancroft
  - Candidatura per il miglior montaggio in un film a Sabrina Pitre
  - Candidatura per la miglior sceneggiatura in un film a Zach Lipovsky e Adam B. Stein
- 2019 - Miami International Film Festival
  - Candidatura per il miglior regista esordiente a Zach Lipovsky e Adam B. Stein
- 2019 - Santa Barbara International Film Festival
  - Candidatura per il miglior film indipendente
- 2019 - What The Fest
  - Miglior film
- 2021 - Saturn Award[10]
  - Candidatura per il miglior attore emergente a Lexy Kolker
  - Candidatura per il miglior film indipendente